# Фёрстер, Вильгельм Юлиус
Вильгельм Юлиус Фёрстер (нем. Wilhelm Julius Foerster, 1832—1921) — немецкий астроном, председатель Международного бюро мер и весов.

## Биография
С 1865 года — директор Берлинской астрономической обсерватории, с 1891 года — председатель Международной комиссии мер и весов. В 1865—1883 гг. издавал «Berliner Astronomische Jahrbuch». В 1888 году совместно с Фридрихом Симоном Архенгольдом основал общество «Урания» в Берлине; в 1891 году — Общество любителей астрономии и космической физики (издает «Mitteilungen»), в 1892 году — немецкое общество этической культуры.
В 1914 году, в связи с началом Первой мировой войны и опубликованием заявления девяносто трёх представителей германской интеллигенции, поддерживавших участие Германии в войне, подписал антивоенный манифест «Воззвание к европейцам» (подписи вместе с ним подписали физик Альберт Эйнштейн, врач Георг Фридрих Николаи и философ Отто Бук.

## Сочинения
- «Metronomische Beiträge» (В., 1870—82),
- «Sammlung populärer astronomischer Mitteilungen» (Б., 1878—84),
- «Ortszeit und Weltszeit» (ib., 1884,1891),
- «Studien, zur Astrometrie» (1888).

## Эпонимы
В честь учёного назван астероид (6771) Ферстер.